# Elisabeth Bergner
Elisabeth Bergner (Drohobics, 1897. augusztus 22. – London, 1986. május 12.) osztrák-német színésznő.

## Életpályája
Bécsben a konzervatórium növendéke volt. Innsbruckban lépett először színpadra, majd Zürichben, Berlinben, Bécsben, Münchenben különböző társulatoknál szerepelt. 1922–1927 között Max Reinhardt színházának volt a tagja. Az 1920-as, 1930-as évek világsztárja volt filmen, színpadon egyaránt. 1924-ben lépett először kamera elé. Turnéi során bejárta Európát. Férjével, Paul Czinner filmrendezővel az 1930-as évek elején Angliában telepedett le, majd 1939-ben az USA-ba költözött. 1949-ben Ausztráliában, 1951-ben Ausztriában és az NSZK-ban szerepelt. Magyarországon 1966-ban láthatták a nézők, amikor a tv felújította az Ahogy tetsziket, ahol Rosalindát személyesítette meg.

## Munkássága
A közösséget nem külső adottságaival, hanem átélt, érzékletes játékával hódította meg. A szerep minden apró villanását lélektanilag is hitelesen visszaadó nagy művész volt. Stílusa szuggesztív erejű, de ma már némileg felfokozottnak tűnik. Róla mintázta Otto Zarek bécsi író Színház Maria Thul körül című regényének főalakját. Elsősorban férje filmjeiben játszott főszerepeket. Híres alakítása Ariane (1931), a Párizsban élő orosz diákleány.

## Magánélete
1933–1972 között Paul Czinner (Czinner Pál) (1890–1972) magyar származású filmrendező volt a férje.

## Színházi szerepei
- William Shakespeare: Hamlet....Ophelia
- William Shakespeare: Ahogy tetszik....Rosalinda
- Henrik Ibsen: Nóra....Nóra
- George Bernard Shaw: Szent Johanna....Szent Johanna
- Dumas: A kaméliás hölgy....Gautier Margit
- William Shakespeare: Rómeó és Júlia....Júlia

## Filmjei
- Nju (1924)
- A bibliás ember (Der Evangelimann) (1924)
- A firenzei hegedűs (Der Geiger von Florenz) (1926)
- Szerelem (Liebe) (1927)
- Dona Juana (1928)
- Elza kisasszony (Fräulein Else) (1929)
- Ariane (1931)
- Az álmodó száj (Der träumende Mund) (1932)
- Nagy Katalin, a cárnő (1934)
- Escape Me Never (1935)
- Ahogy tetszik (1936)
- A szerelem tolvaja (1939)
- A negyvenkilences szélességi fok (1941)
- Párizsi hívás (Paris Calling) (1941)
- Thorwald boldog évei (Die glücklichen Jahre der Thorwalds) (1962)
- Sztrogoff Mihály (Strogoff, 1970)
- Gyalogjáró (1973)